# Kasteel du Moulin
Het Kasteel du Moulin (Frans: Château du Moulin) is een kasteel in de Franse gemeente Lassay-sur-Croisne, in het departement Loir-et-Cher, in de regio Centre-Val de Loire in het midden van Frankrijk. Het laat-15e-eeuwse gebouw werd beschermd door een slotgracht.
In Nederland kreeg het slot in de jaren 1960 enige bekendheid doordat hier opnamen werden gemaakt voor de jeugd-tv-reeks Thierry la Fronde (Thierry de slingeraar).